# Bitwa pod Korsuniem
Bitwa pod Korsuniem – druga bitwa między wojskami koronnymi a Kozakami zaporoskimi w czasie powstania Chmielnickiego rozegrana 26 maja 1648.
Podczas powstania Bohdana Chmielnickiego, w dniu 26 maja 1648 armia polska – dowodzona przez hetmanów: wielkiego koronnego Mikołaja Potockiego i polnego Marcina Kalinowskiego – stanęła warownym obozem pod Korsuniem, który został zaatakowany przez sprzymierzone wojska kozacko-tatarskie pod dowództwem Chmielnickiego i Tuhaj-beja (około 20 tys. żołnierzy).
Armia polska składała się z wojsk kwarcianych (ok. 2700 etatów, czyli tzw. „koni i porcji”) oraz magnackich wojsk prywatnych (ok. 2800 etatów, w tym: 940-1000 starosty lwowskiego Adama Hieronima Sieniawskiego; 1000 księcia Dominika Zasławskiego pod pułkownikiem Krzysztofem Koryckim; 300-400 żołnierzy wojewody krakowskiego i starosty białocerkiewskiego Stanisława Lubomirskiego; a także niewielkie poczty magnackie w łącznej sile ok. 400 żołnierzy należące do hetmana polnego Marcina Kalinowskiego, kasztelana czernichowskiego Jana Odrzywolskiego i być może także wojewody ruskiego Jeremiego Wiśniowieckiego). Należy zaznaczyć, że po odliczeniu tzw. ślepych porcji żołdu dawało to realnie tylko ok. 4 do 5 tys. żołnierzy. Dodatkowo wojskom hetmana towarzyszyło kilkanaście dział oraz ogromny tabor, w skład którego wchodziło ok. 4 tys. ciurów i bliżej nieokreślona liczba wozów (na pewno powyżej 1,5 tys.).

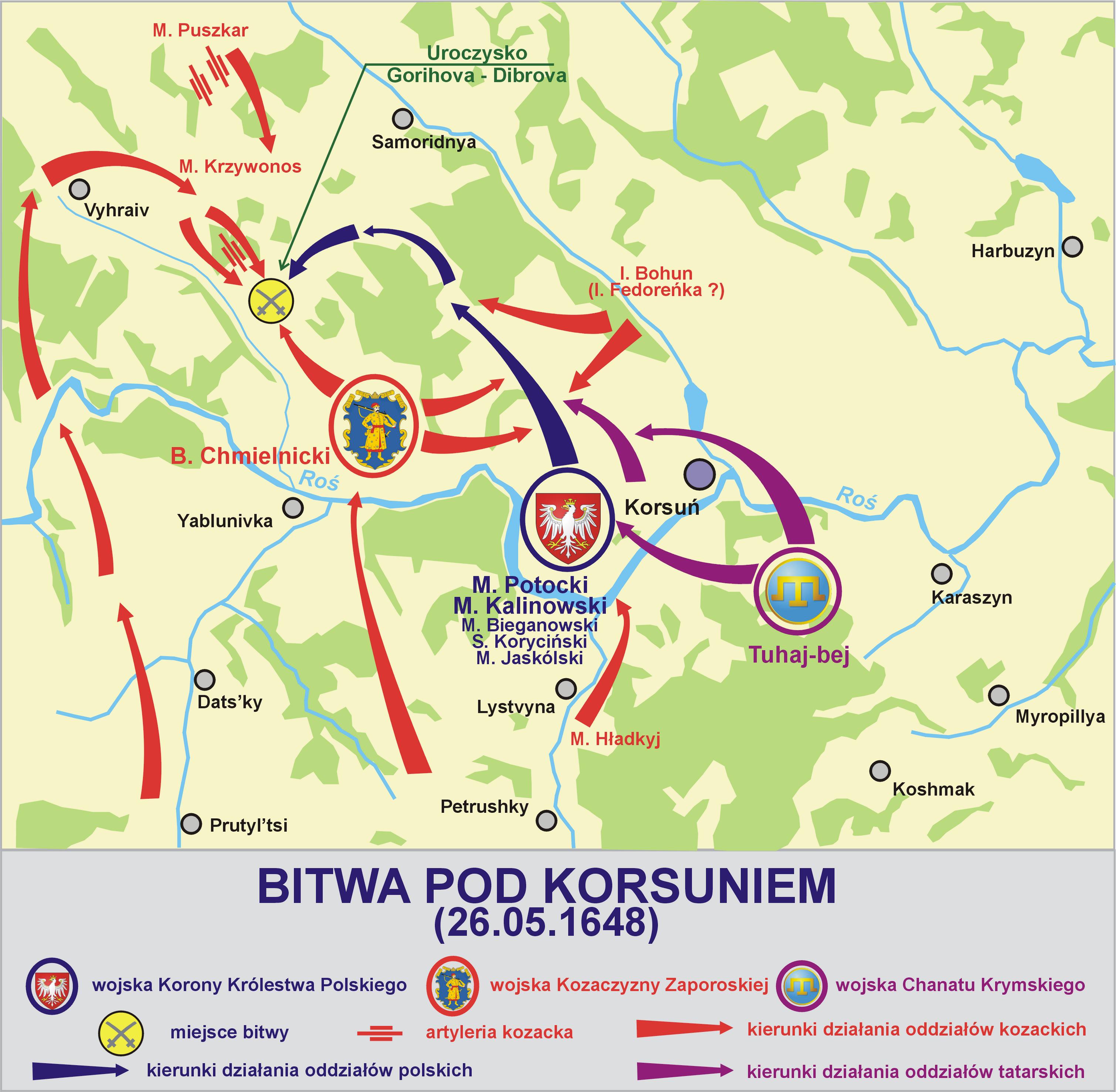
Bitwa pod Korsuniem

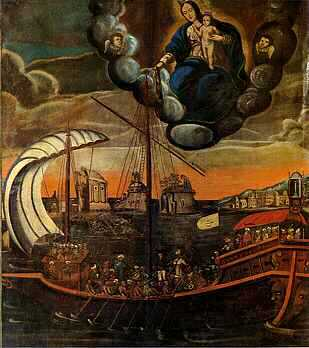
Obraz wotywny jeńców polskich wziętych do niewoli pod Korsuniem w 1648 roku, znajduje się w starej części bazyliki św. Marii Magdaleny i św. Stanisława w Szczepanowie

Taktyka strony polskiej polegała początkowo na ochronie własnych formacji wysuniętymi do przodu szańcami, których usypano pięć. Wiadomo, że obroną czterech z nich dowodzili oficerowie: H. Denhoff, M. Bieganowski, A. Sieniawski i K. Korycki. Pozostała część wojsk obsadziła prawdopodobnie wały, którymi otoczono obóz. Pod ich osłoną ustawiono również jazdę. Centrum szyku dowodził M. Potocki, lewym skrzydłem J. Odrzywolski, prawym M. Kalinowski. Pierwsze starcie nie przyniosło rozstrzygnięcia, ale zdając sobie sprawę z powagi sytuacji, hetman wielki koronny Mikołaj Potocki wydał rozkaz odwrotu. Po wyeliminowaniu ciężkich wozów i karet sformowano tabor liczący i tak aż 1 400 wozów, które ustawiono w 8 rzędów i spięto łańcuchami.
W nocy z 25 na 26 maja silny oddział kozacki pod dowództwem Maksyma Krzywonosa przygotował zasadzkę w wąwozie (zwanym Krutą Bałką), przez który biegła droga odwrotu oddziałów polskich. W wykopane głębokie rowy wpadły polskie działa i wozy taborowe, a na zmieszanych tą sytuacją żołnierzy natarli z boków, ukryci do tej pory, Kozacy. Oddziały polskie zostały całkowicie pobite. Tylko około 650 jazdy polskiej (pod dowództwem pułkownika Koryckiego) zdołało się przebić, reszta poległa lub dostała się (także obaj hetmani) do niewoli.
Przyczyną przegranej polskiego wojska kwarcianego były przede wszystkim błędy dowodzenia oraz nieudolność hetmanów koronnych. Mikołaj Potocki, miał skłonność do nadużywania alkoholu, a rozkazy często wydawał nietrzeźwy. Decyzje przez niego podejmowane cechowały także uprzedzenie, nadmierna duma oraz lekceważenie Kozaków, których powstanie krwawo stłumił w 1637 roku w bitwie pod Kumejkami (16 grudnia 1637). Z kolei hetman polny koronny Marcin Kalinowski miał dużą wadę wzroku. Jego pole widzenia ograniczało się do maksymalnie 250 m. Utrudniało mu to niewątpliwie dowodzenie tak dużym związkiem operacyjnym jazdy, piechoty oraz artylerii. Na polską niekorzyść złożyła się także kłótnia pomiędzy hetmanami. Pewni swojego zwycięstwa, nie docenili przeciwnika. Nie wiadomo też, jak potoczyłyby się losy bitwy, gdyby Potocki zawczasu zatroszczył się o zwiększenie swojego korpusu. W tym czasie na Ukrainie znajdowały się bowiem inne polskie oddziały. Były to przede wszystkim: prywatne siły wojewody ruskiego księcia Jeremiego Wiśniowieckiego (etatowo 4 tys. koni i porcji); siły wojewody kijowskiego Janusza z Łohojska Tyszkiewicza (1,4 tys. koni i porcji, w tym 1 tys. prywatnych i 400 żołnierzy powiatowych z województwa kijowskiego); siły księcia Samuela Koreckiego (700 ludzi) oraz silna prywatna załoga Połonnego licząca 1,2 tys. piechoty i dragonów starosty sądeckiego Konstantego Lubomirskiego, który był właścicielem miasta. Dodatkowo na Ukrainę zmierzała też gwardia królewska (wysłany z Warszawy pieszy regiment kwarciany pod wodzą oboźnego Wielkiego Księstwa Litewskiego Samuela Osińskiego w sile 1,2 tys. żołnierzy - dotarł w lipcu).
Po bitwie Kozacy z Tatarami skierowali się do Białej Cerkwi, gdzie rozmieszczono główne siły, a zagony tatarskie dotarły m.in. do Berdyczowa, Bystrzyka i Radomyśla.